# Ctenoneura birmanica
Ctenoneura birmanica är en kackerlacksart som beskrevs av Karlis Princis 1954. Ctenoneura birmanica ingår i släktet Ctenoneura och familjen Polyphagidae. Inga underarter finns listade i Catalogue of Life.